# Anomalon kurumense
Anomalon kurumense là một loài tò vò trong họ Ichneumonidae.